# Huawei P Smart Pro
Huawei P Smart Pro (стилізовано як HUAWEI P smart Pro) — смартфон середнього рівня, розроблений компанією Huawei. Був запущений в Україні 14 листопада 2019 року. В деяких країнах смартфон був представлений під назвою Huawei Y9s. В Китаї є подібна модель Huawei Enjoy 10 Plus, що в основному відрізняється розміщенням сканера відбитків пальців.

## Дизайн
Екран виконаний зі скла. Задня панель та бокова частина виконані з пластику.
Знизу знаходяться роз'єм USB-C, динамік, мікрофон та 3.5 мм аудіороз'єм. Зверху розташований висувний модуль фронтальної камери, другий мікрофон та слот під 2 SIM-картки і карту пам'яті формату MicroSD до 512 ГБ. З правого боку розміщені кнопки регулювання гучності та кнопка блокування смартфона, в яку в P Smart Pro вбудований сканер відбитків пальців. У Enjoy 10 Plus сканер відбитків пальців розміщений на задній панелі.
В Україні Huawei P Smart Pro продавався в чорному (Midnight Black) та блакитному (Breathing Crystal) кольорах.
Huawei Y9s продавався в 3 кольорах: чорному (Midnight Black) та блакитному (Breathing Crystal) та фіолетовому (Phantom Purple).
В Китаї Huawei Enjoy 10 Plus продавався в 4 кольорах: чорному (Magic Night Black), блакитному (Gradient), помаранчевому (Red Tea Orange) та зеленому (Emerald).

## Технічні характеристики

### Платформа
Смартфони отримали процесор Kirin 710F та графічний процесор Mali-G51 MP4.

### Батарея
Батарея отримала об'єм 4000 мА·год.

### Камери
Смартфони отримали основну потрійну камеру 48 Мп, f/1.8 (ширококутний) + 8 Мп, f/2.4 (ултраширококутний) + 2 Мп, f/2.4 (сенсор глибини) з фазовим автофокусом та можливістю запису відео в роздільній здатності 1080p@30fps. Фронтальна камера отримала висувний механізм, роздільність 16 Мп, діафрагму f/2.2 та можливість запису відео у роздільній здатності 1080p@60fps.

### Екран
Екран LTPS LCD, 6.59", FullHD+ (2340 × 1080) зі щільністю пікселів 393 ppi та співвідношенням сторін 19.5:9.

### Пам'ять
P Smart Pro продавався в комплектації 6/128 ГБ.
Enjoy 10 Plus продавався в комплектаціях 4/128, 6/128 та 8/128 ГБ.

### Програмне забезпечення
Смартфони були випущені на EMUI 9.1 на базі Android 9 Pie. Huawei P Smart Pro та Y9s були оновлені до EMUI 12 на базі Android 10, а Huawei Enjoy 10 Plus — до HarmonyOS 3.